# Schilfsandsteinbruch beim Jägerhaus mit Umgebung
Schilfsandsteinbruch beim Jägerhaus mit Umgebung ist ein Naturschutzgebiet mit der Schutzgebietsnummer 1038 im Stadtkreis Heilbronn in Baden-Württemberg.  

## Lage und Beschreibung
Das Naturschutzgebiet liegt östlich der Kernstadt von Heilbronn beim Jägerhaus. Es entstand durch Verordnung des Regierungspräsidiums Stuttgart vom 13. Februar 1986 und gehört zu den Naturräumen 108-Schwäbisch-Fränkische Waldberge und 123-Neckarbecken innerhalb der naturräumlichen Haupteinheiten 10-Schwäbisches Keuper-Lias-Land und 12-Neckar- und Tauber-Gäuplatten.

## Schutzzweck
Schutzzweck ist nach der Schutzgebietsverordnung die
- Erhaltung des aufgelassenen Steinbruchgeländes als naturkundlich und kulturhistorisch bedeutsames Gebiet,
- Beibehaltung der charakteristischen Eigenart als wertvoller Lebensraum für die heimische wildlebende Tier- und Pflanzenwelt,
- Sicherung des Gebietes für die nicht an Einrichtungen jeglicher Art gebundene stille Erholung der Allgemeinheit,
- die Beibehaltung der Artenzusammensetzung des Waldes.